# David P. Valcourt

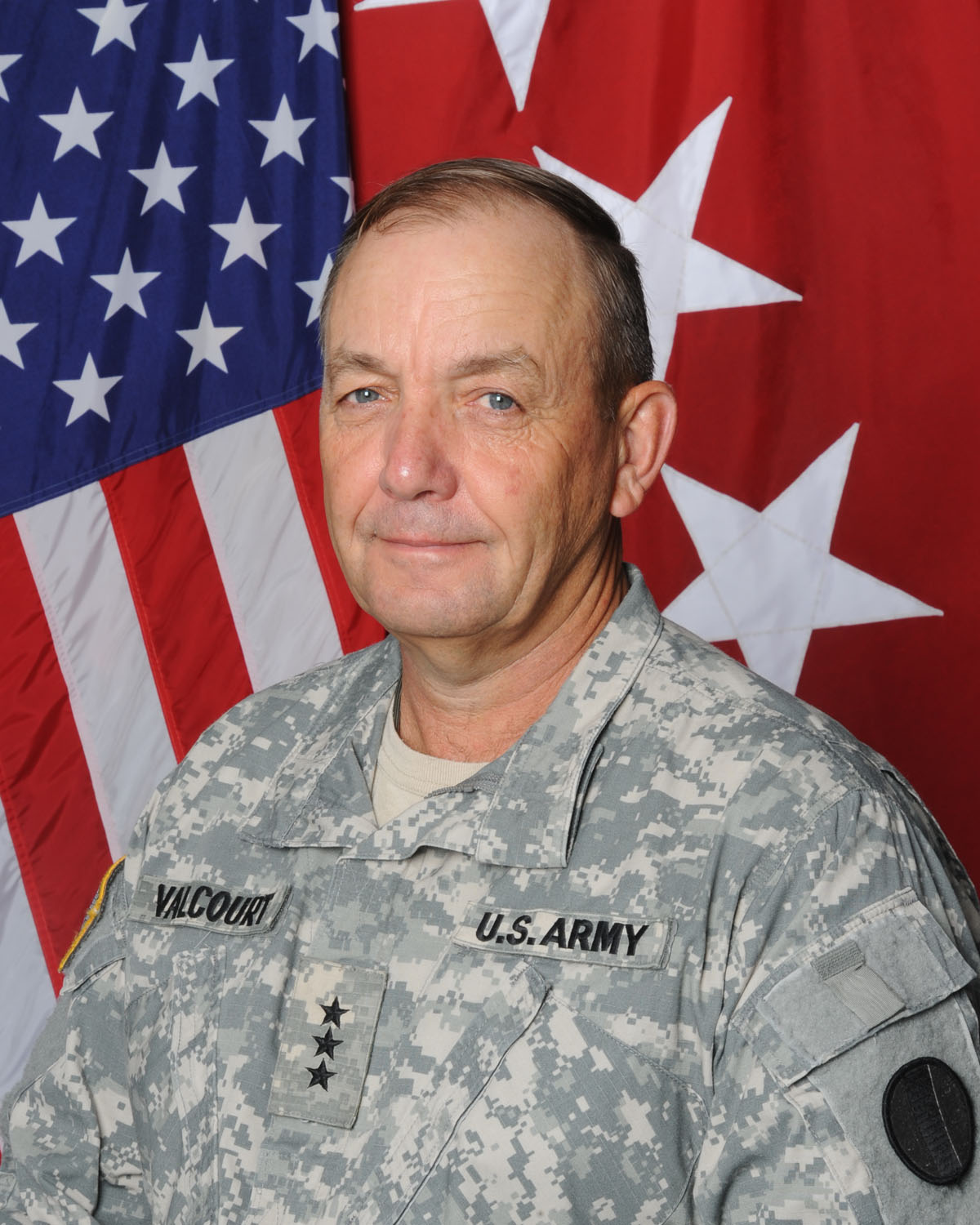
David P.l Valcourt (2008)

David Paul Valcourt (* 1951 in Chicopee, Hampden County, Massachusetts) ist ein pensionierter Generalleutnant der United States Army. Er war unter anderem Kommandeur der 8. Armee.
In den Jahren 1969 bis 1973 durchlief David Valcourt die United States Military Academy in West Point. Nach seiner Graduation wurde er als Leutnant der Feldartillerie zugeteilt. In der Armee durchlief er anschließend alle Offiziersränge vom Leutnant bis zum Drei-Sterne-General.
Im Lauf seiner militärischen Karriere absolvierte Valcourt verschiedene Kurse und Schulungen. Dazu gehörten unter anderem das Command and General Staff College, das Naval War College sowie eine britische Militärschule.
In seinen jüngeren Jahren absolvierte er den für Offiziere in den niederen Rangstufen üblichen Dienst in unterschiedlichen Einheiten und Standorten. Dazu gehörten auch Aufgaben als Stabsoffizier in verschiedenen Hauptquartieren. In den Jahren 1998 bis 2000 gehörte er der Stabsabteilung für Operationen (J3) bei den Joint Chiefs of Staff in Washington, D.C. an. Daran schloss sich eine Versetzung nach Südkorea zur 2. Infanteriedivision an, wo er von 2000 bis 2002 die Stabsabteilung für Operationen und Manöver (G3) leitete.
Nach seiner Rückkehr aus Südkorea wurde David Valcourt im Jahr 2002 Stabsoffizier im Heeresministerium, wo er in der Abteilung für strategische Planungen tätig war. Danach wurde er nach Oklahoma zum Fort Sill versetzt. Dort kommandierte er in den Jahren 2003 bis 2005 die Feldartillerie und den Militärstandort Fort Sill. Daran schloss sich eine Versetzung nach Heidelberg zum Hauptquartier von USAREUR an, wo er in den Jahren 2005 und 2006 als Stabsoffizier tätig war.
Es folgte eine erneute Versetzung nach Südkorea. Dort übernahm David Valcourt am 11. April 2006 das Kommando über die 8. Armee, das er bis zum 17. Februar 2008 innehatte. Gleichzeitig war er Stabschef des United Nations Commands, des kombinierten südkoreanisch-amerikanischen Kommandos und der United States Forces Korea. Danach erfolgte seine Versetzung zum United States Army Training and Doctrine Command (TRADOC). Dort bekleidete er bis zum Jahr 2010 das Amt des Stabschefs und des stellvertretenden Kommandeurs. In seine Amtszeit fielen dort einige Reformen insbesondere der Ausbildungskurse für leitende Unteroffiziere. Anschließend schied David Valcourt aus dem aktiven Militärdienst aus.
Seit seiner Pensionierung ist Valcourt im Vorstand verschiedener Firmen tätig.

## Orden und Auszeichnungen
David Valcourt erhielt im Lauf seiner militärischen Laufbahn unter anderem folgende Auszeichnungen:
- Army Distinguished Service Medal
- Defense Superior Service Medal
- Legion of Merit
- Defense Meritorious Service Medal
- Meritorious Service Medal
- Army Commendation Medal
- Army Achievement Medal
- National Defense Service Medal
- Korea Defense Service Medal
- Humanitarian Service Medal